# Lac Reflection
Pour les articles homonymes, voir Reflection.
Le lac Reflection (en anglais : Reflection Lake) est un lac américain dans le comté de Shasta, en Californie. Il est situé à 1 796 mètres d'altitude au sein du parc national volcanique de Lassen.